# C12H25NO
化学式C12H25NO（摩尔质量：199.338 g/mol）可以指以下化合物：
- 十二酰胺，CAS号：1120-16-7
- N,N-二丁基丁酰胺，CAS号：14287-95-7
- N,N-二甲基癸酰胺，CAS号：14433-76-2
- 1-亚硝基十二烷，CAS号：24072-42-2

|  | 这个同类索引页列出了具有相同分子式的化学物（即同分異構體）条目。 除非您是有意链接至本页，否则应将相应条目的内部链接指向正确的条目。 |